# Molophilus (Molophilus) lepcha
Molophilus (Molophilus) lepcha is een tweevleugelige uit de familie steltmuggen (Limoniidae). De soort komt voor in het Oriëntaals gebied.